# Conservatoire national des arts et métiers
Conservatoire national des arts et métiers (CNAM; укр. Національна консерваторія мистецтв і ремесел) — університет, розташований у Парижі, Іль-де-Франс.
Навчання Cnam спеціально націлено на керівників, які працюють у галузях, компаніях та державних службах, які хочуть поглибити свої знання та вивчити нові дисципліни.[первинне джерело]
У CNAM також є музей, присвячений науковим і промисловим винаходам: Musée des Arts et Métiers (англ.: Музей промислового дизайну), який прийняв 250 000 відвідувачів у 2018 році і розташований у паризькому кампусі Французької національної консерваторії мистецтв і Crafts на вулиці Сен-Мартен, 292, у 3-му окрузі Парижа, в історичному районі міста під назвою Ле Маре.

## Відомі викладачі
- Сініша Малешевич, ірландський вчений
- П'єр Безьє, французький інженер і винахідник кривих Безьє і поверхонь Безьє
- Марсель Депре, французький інженер і фізик, відомий своїми роботами в галузі електротехніки.